# Peter Grasselli
Peter vitez pl. Grasselli, slovenski pravnik in politik, * 28. junij 1841, Kranj, † 17. november 1933, Ljubljana.
Grasselli je bil ljubljanski župan med letoma 1882 in 1896. Bil je prvi slovenski župan in med župani z najdaljšim stažem. Zasnoval ali omogočil je več reform, ki jih površno pripisujemo njegovemu nasledniku Hribarju. Bil je med pobudniki gradnje sodobnega vodovoda. Pomagal je pri začetkih popotresne obnove Ljubljane.